# Cmentarz żydowski w Widawie
Cmentarz żydowski w Widawie – kirkut, który został założony w XVIII wieku i znajduje się przy obecnej ul. Kiełczygłowskiej. Zajmuje powierzchnię 1,2 ha, na której zachowała się tylko jedna macewa. 